# Região de Planejamento da Chapada das Mesas
A Região de Planejamento da Chapada das Mesas é uma das 32 Regiões de Planejamento do Estado do Maranhão. Localiza-se no sudoeste do Estado, tem o Tocantins como seu mais caudaloso rio e recebe esse nome devido ao Parque Nacional da Chapada das Mesas está inserido em seu território.
Estreito é a maior cidade enquanto que Porto Franco é o município-sede da Região.

## Formação
A Região é formada por oito municípios:
- Campestre do Maranhão
- Carolina
- Estreito
- Feira Nova do Maranhão
- Lajeado Novo
- Porto Franco
- São João do Paraíso
- São Pedro dos Crentes

## Infraestrutura Rodoferroviária
A Região é cortada pela Ferrovia Norte-Sul, rodovia BR 010, rodovia BR 230 e BR 226.

## Energia Elétrica
A Região conta com a Usina Hidrelétrica de Estreito.

## Turismo
O Parque Nacional da Chapada das Mesas é o principal ponto turístico de todo o sul do Maranhão, localizado no município de Carolina. Também em Carolina, as várias cachoeiras formadas pelas quedas d'água dos rios que cortam o município são uma grande atrativo para turistas para essa Região.

## Indústria
O município de Porto Franco possui um Distrito Industrial no qual estão instaladas importantes indústrias voltadas, principalmente, para a moagem e beneficiamento da soja, a exemplo da Algar que possui uma unidade fabril na cidade.

## Agropecuária
A Região é grande produtora de soja no Estado do Maranhão.

## Aviação
Após 39 anos de inatividade, em 2015 o Aeroporto de Carolina foi reaberto e conta com vôos comerciais regulares. A linha Carolina-Goiânia é operada pela empresa aérea regional Sete Linhas Aéreas, possuindo escala em Palmas e Brasília.

## Educação
A Região conta com um campus da Universidade Estadual do Maranhão localizado em Carolina (Centro de Estudos Superiores de Carolina - CESCA). O Instituto Federal do Maranhão - IFMA conta com dois campi na região, sendo um em Carolina e outro em Porto Franco.
O município de Estreito receberá um campus do Instituto de Educação, Ciência e Tecnologia do Maranhão - IEMA, em 2017.